# Trépot
Trépot är en kommun i departementet Doubs i regionen Bourgogne-Franche-Comté i östra Frankrike. Kommunen ligger i kantonen Ornans som tillhör arrondissementet Besançon. År 2022 hade Trépot 558 invånare.

## Befolkningsutveckling
Antalet invånare i kommunen Trépot
Referens:INSEE